# Potencjalizacja (farmakologia)
Potencjalizacja - termin stosowany w farmakologii do określenia zjawiska, gdy zastosowanie dwóch lub więcej leków wykazuje silniejsze działanie. Różni się tym od synergizmu, że jeden z podanych leków sam nie wywołuje działania (efektu terapeutycznego), a tylko nasila działanie drugiego.
Mechanizmy potencjalizacji:
- hamowanie metabolizmu leku
- wpływ na rozmieszczenie leku